# كلوروكسين
كلوروكسين (بالإنجليزية: Chloroxine)‏ هو دواء يُستعمل في علاج:
- التهاب الجلد الدهني (منذ 19 أكتوبر 1976)[9]

## دوره
يلعب هذا الدواء دورًا في علاج الأمراض كونه: 
- مضاد حيوي
- مضاد فطري